# Инвестиционный фонд США — Россия
Инвестиционный фонд США — Россия (англ. The U.S. Russia Investment Fund, TUSRIF) — инвестиционный фонд, действовавший с 1995 по 2008 год. Он был создан правительством США для осуществления частных инвестиций в российскую экономику. К 2005 году он инвестировал 300 миллионов долларов в 44 российские компании. Джеймс Кук, управляющий директор, основал и развил две ведущие компании: «ДельтаБанк», первый банк, начавший продавать кредитные карты в России, и «ДельтаКредит», первый банк, начавший продавать ипотечные кредиты на жильё в России. В 2008 году на смену TUSRIF пришёл Американо-российский фонд по экономическому и правовому развитию (USRF), а его финансовое подразделение, Delta Private Equity Partners, в 2009 году было приобретено Deutsche Bank. 

## История
Инвестиционный фонд США — Россия был создан федеральным правительством США в 1995 году. Он стал результатом слияния двух фондов, созданных в 1993–1994 годах: Российско-американского предпринимательского фонда (RAEF) с капиталом в 340 миллионов долларов и Фонда поддержки крупных предприятий (FLEER) с капиталом в 100 миллионов долларов. Большая часть денег поступила от Агентства США по международному развитию (USAID). Фондом управляла компания Delta Capital Management, а его председателем и главным исполнительным директором была Патрисия Клоэрти. 
Главной целью фонда было продвижение инвестиций в Россию. Компания специализировалась на «инвестициях в ранний и средний венчурный капитал, а также инвестициях в компании среднего бизнеса», уделяя особое внимание «сектору СМИ, розничной торговли, потребительских товаров, финансовых услуг, информационных технологий и телекоммуникаций». TUSRIF и Kohlberg Kravis Roberts & Company владели 51% акций Императорского фарфорового завода до 1999 года, когда он был национализирован правительством России. 
В 2000 году был основан ДельтаБанк, первый банк, продающий кредитные карты Visa в России. В октябре 2000 года он стал мажоритарным акционером Европейского банка реконструкции и развития. Тем временем в 2000 году они приобрели банковскую лицензию JPMorgan Chase и в 2001 году основали DeltaCredit, первый банк, продающий ипотечные кредиты на жильё в России. 
В том же году был создан фонд Delta Russian Fund, целью которого было привлечение 150 миллионов долларов венчурного капитала от инвесторов для реинвестирования в российскую экономику. Он также инвестировал в Рунет. В следующем году, в 2002 году, фонд инвестировал 1 миллион долларов в финансовую торговую компанию Egar Technology, в то время как Международная финансовая корпорация инвестировала 1,5 миллиона долларов. В 2004 году General Electric приобрела DeltaBank, находящийся под управлением TUSRIF, за 150 миллионов долларов.
К 2005 году TUSRIF инвестировал 300 миллионов долларов в 44 российские компании, включая вышеупомянутые DeltaBank и DeltaCredit, а также две телевизионные сети. Однако в том же году DeltaCredit была приобретена Société Générale за 100 миллионов долларов. В то же время TUSRIF также инвестировал в малый бизнес, например, в Нижнем Новгороде.
В 2008 году на смену TUSRIF пришёл Американо-российский фонд по экономическому и правовому развитию (USRF). Тем временем, в 2009 году компания Delta Capital Management, которая впоследствии стала Delta Private Equity Partners, была приобретена UFG Private Equity, дочерней компанией Deutsche Bank. Три года спустя, в 2011 году, Агентство США по международному развитию (USAID) и Конгресс США предложили выделить 150 миллионов долларов из этого фонда по рекомендации администрации Обамы, согласно которой половина средств должна была пойти в Министерство финансов США, а другая половина — на поддержку американских ценностей в России. К 2012 году администрация Обамы запросила у Конгресса выделение всего 50 миллионов долларов на поддержку правозащитных некоммерческих организаций в России.